# اليوم العالمي للسكري
اليوم العالمي للسكري هو يوم عالمي للتوعية من مخاطر داء السكري ويُحتفل به في 14 نوفمبر من كل عام. وفيما تدوم الحملة على السكري طوال العام فأن تحديد ذلك التاريخ تم من قبل الاتحاد الدولي للسكري ومنظمة الصحة العالمية إحياءً لذكرى عيد ميلاد فردريك بانتنغ الذي شارك تشارلز بيست في اكتشاف مادة الأنسولين عام 1922، وهي المادة الضرورية لبقاء الكثيرين من مرضى السكري على قيد الحياة. في كل عام يتم التركيز في اليوم العالمي للسكري على مواضيع لها صلة بمرض السكري وحقوق الإنسان، السكري وأسلوب الحياة العصرية، السكري والسمنة، السكري في الضعفاء وسيئي التغذية، السكري في الأطفال والمراهقين.

## تاريخ اليوم

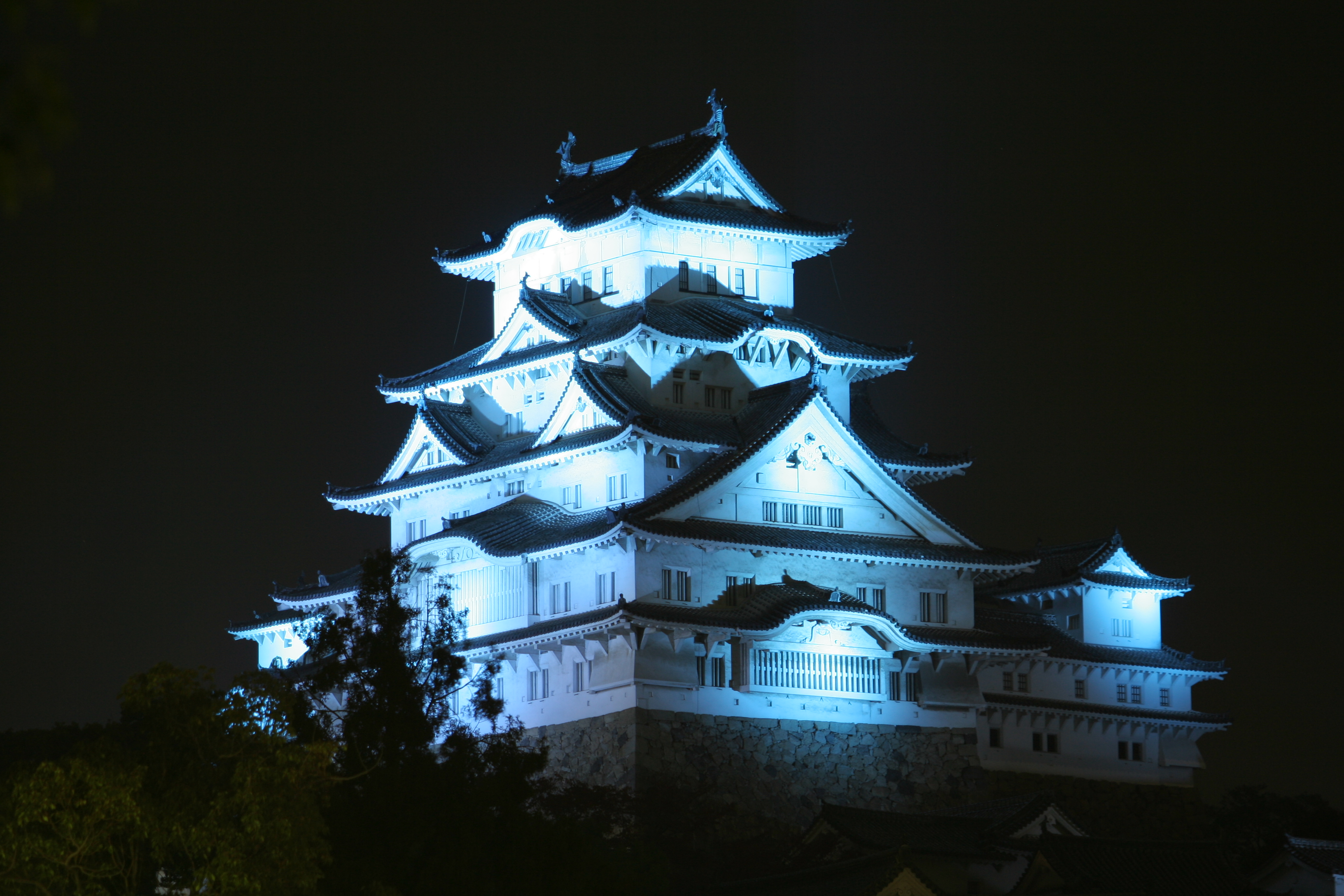
قلعة هيميجي-جو أضاءت بمناسبة اليوم العالمي لمرض السكري في عام 2008

تم إطلاق اليوم العالمي للسكري في عام 1991 من قبل الاتحاد الدولي للسكري ومنظمة الصحة العالمية استجابةً للزيادة السريعة في حالات مرض السكري حول العالم. بحلول عام 2016 تم الاحتفال باليوم العالمي لمرض السكري من قبل أكثر من 230 جمعية عضو في الاتحاد الدولي للسكري في أكثر من 160 دولة ومنطقة، بالإضافة إلى المنظمات الأخرى والشركات ومتخصصي الرعاية الصحية والسياسيين والمشاهير والأشخاص المصابين بمرض السكري وعائلاتهم. وتشمل الأنشطة برامج فحص مرض السكري، والحملات الإذاعية والتلفزيونية، والأحداث الرياضية وغيرها.

## المواضيع السنوية
ركزت موضوعات حملات اليوم العالمي للسكري السابقة على العوامل المختلفة التي تؤثر على خطر الإصابة بمرض السكري ومضاعفاته:
- 2009-2012 ركزت الحملة حول موضوعات الوقاية والتعليم.[7]
- 2013: حماية مستقبلنا: التثقيف بشأن مرض السكري والوقاية منه.
- 2014: اذهب إلى اللون الأزرق لتناول الإفطار.
- 2015: الطعام الصحي
- 2016: السكري والعيون
- 2017: النساء والسكري – حقنا في مستقبل صحي.
- 2018–2019:الأسرة ومرض السكري - مرض السكري يهم كل أسرة.[8]
- 2020: الممرضات والسكري.[بحاجة لمصدر]
- 2021–2023: الوصول إلى رعاية مرضى السكري.

## وصلات خارجية
- World Diabetes Day – الموقع الرسمي.
- اليوم العالمي للسكري، منظمة الصحة العالمية
- الاتحاد الدولي للسكري – الموقع الرسمي.